# DC (DM Command)
DC (DEBUG_CONTINUE)とは、アポロコンピュータ社のコンピュータに搭載されていたウィンドウシステム（ディスプレイマネージャ）で利用できた、制御コマンド『DMコマンド』の一つ。

## 概要
DC コマンドは、停止しているプロセスを続行する。

## 利用法
DC コマンドは DS（DEBUG_SUSPEND）コマンドにより停止しているプロセスを再開する。
DC は引数やオプションを必要としない。